# Muyuka
Muyuka is een stad in de provincie Sud-Ouest, Kameroen. De stad werd traditioneel bewoond door leden van de Balong, maar de laatste jaren zijn er ook veel leden van de Bangwas in de stad komen wonen. 